# Trinity (Alabama)
Trinity es un pueblo ubicado en el condado de Morgan en el estado estadounidense de Alabama. En el censo de 2000, su población era de 1841.

## Demografía
En el 2000 la renta per cápita promedia del hogar era de $ 54.271$, y el ingreso promedio para una familia era de 60.139$. El ingreso per cápita para la localidad era de 21.467$. Los hombres tenían un ingreso per cápita de 43.393$ contra 27.552$ para las mujeres.

## Geografía
Trinity está situado en 34°36′14″N 87°5′10″O / 34.60389, -87.08611 (34.603808, -87.086137)
Según la Oficina del Censo de los EE. UU., la ciudad tiene un área total de 3.62 millas cuadradas (9.38 km²).